# 守令
守令（スリョン）は朝鮮王朝時代の地方官のことで、府尹、大都護府使、牧使、都護府使、郡守、県令、県監の総称のことである。
観察使（道の長官）の監督の下、「国王の代理人」としてその地域を統治した。守令の任務は「守令七事」と呼ばれた（下記参照）。
守令を管理するため、観察使が年二回守令の褒貶を報告したり、また守令は短期間でしか在任していない者が多かったので、六年間在任させる守令六期法(수령육기법)を世宗代に確立させた。だが、守令六期法は成宗代より後は、再び短くなり、平均在任期間が1年6ヶ月未満となった。

## 守令七事
- 農桑盛（農業の振興）
- 戸口増（人口の増加）
- 学校興（学校の振興）
- 軍政修（軍務や政務の遂行）
- 賦役均（税を公平に課す）
- 詞訟簡（裁判を迅速に処理する）
- 奸猾息（悪人を出さないようにする）

## 構成
| 官位       | 官職       | 総数  | 備考 |
| ---------- | ---------- | ----- | ---- |
| 従二品     | 府尹       | 4人   |      |
| 正三品堂下 | 大都護府使 | 4人   |      |
| 正三品堂下 | 牧使       | 2人   |      |
| 従三品     | 都護府使   | 44人  |      |
| 従四品     | 郡守       | 82人  |      |
| 従五品     | 県令       | 34人  |      |
| 従六品     | 県監       | 141人 |      |